# Desa Jipang (administrativ by i Indonesien, lat -7,20, long 108,90)
Desa Jipang är en administrativ by i Indonesien.   Den ligger i provinsen Jawa Tengah, i den västra delen av landet, 250 km öster om huvudstaden Jakarta.